# János Lázár
Dans le nom hongrois Lázár János, le nom de famille précède le prénom, mais cet article utilise l’ordre habituel en français János Lázár, où le prénom précède le nom.
János Lázár, né le 19 février 1975 à Hódmezővásárhely, est un homme politique hongrois, membre du Fidesz.
De 2010 à 2012, il est le chef du groupe parlementaire Fidesz à l'Assemblée nationale, et de 2002 à 2012, bourgmestre de Hódmezővásárhely.

## Biographie

### Jusqu'en 2010
Après avoir été élève du lycée réformé de Hódmezővásárhely jusqu'en 1993, il suit des études de droit à l'université de Szeged jusqu'en 1999. Dès 1997, il devient le secrétaire personnel du maire de Hódmezővásárhely András Rapcsák (qui intègre le FIDESZ cette année-là après avoir été un temps KDNP). Il adhère au FIDESZ en 2000 (l'année où András Rapcsák est réélu maire après avoir été démis pour des affaires de corruption) et également au KDNP en 2002. Après la mort d'András Rapcsák en 2002, il reprend ses mandats de député et de maire la même année. Réélu député et maire en 2006, il est désigné président de la Commission de la Défense nationale et des forces de l'ordre à l'Assemblée.

### Depuis 2010
Réélu député aux élections de 2010, qui donnent une majorité des deux tiers au FIDESZ, il devient le chef du groupe parlementaire de ce parti à l'Assemblée nationale le 5 mai. Il est depuis l'une des figures de proue de la majorité gouvernementale et s'est fait une spécialité des déclarations à l'emporte-pièce (comme lorsqu'il expliqué le départ précipité de la délégation UE-FMI en décembre 2011 en disant: "Je peux comprendre qu'ils aient envie de retourner chez eux et de ne pas attendre le petit Jésus à Budapest").
Il est soupçonné de corruption pour s’être fait construire un château dans la campagne de Hodemezovasarhely.